# República Anconitana
A República Anconitana foi um Estado de curta duração que existiu na Península Itálica no final do século XVIII. Foi instituída pelo general Napoleão Bonaparte em 19 de novembro de 1797. Compreendia os territórios que, nos Estados Pontifícios, faziam parte da Marca de Ancona, sobre o atual território da região italiana de Marcas, tendo como capital a cidade de Ancona. O Estado durou apenas 117 dias, unindo-se à República Romana em 7 de março de 1798.

## Contexto histórico
Napoleão Bonaparte, vitorioso na campanha italiana obriga, em 20 de junho de 1796, o papa Pio VI a assinar o armistício de Bolonha no qual permitia a ocupação de Ancona, Bolonha e Ferrara pelo exército francês. Em fevereiro de 1797 por ordem do próprio Napoleão nasce o conselho revolucionário ou "municipalidade" que assumiu o governo da cidade.
A chegada das novas ideias do iluminismo e do jacobinismo e a liberação do domínio pontifício traz um primeiro momento de euforia, mas logo todos se dão conta que, para cobrir os custos da guerra, os franceses haviam saqueado todas as obras de arte dos edifícios cristãos. Posteriormente foi assinado o tratado de Tolentino no qual se estabelecia que Ancona seria ocupada pelos franceses até a "paz continental" e depois retornaria aos Estados Pontifícios. Para evitar isso, os cidadãos, mas também a "Municipalidade", trataram de proclamar a república. Pelo tratado de Campoformio, era estabelecida a paz entre França e Áustria e, segundo os acordos de Tolentino, Ancona devia retornar ao domínio pontifício.

## A república
Esta situação não agradava nem à cidade, nem a Napoleão, que queria prejudicar o papa. Em 17 de novembro de 1797 nasce assim a "República Anconitana", sob a proteção da República Francesa e da República Cisalpina. Seguiram o exemplo de Ancona muitas cidades vizinhas, entre as quais Senigália, Jesi, Macerata, Pésaro, Urbania, Urbino e Fano. Formou-se assim uma espécie de diretório no qual cada municipalidade tinha um representante. A caixa da cidade estava sempre vazia, e assim continuou a depredação de igrejas, monastérios e seminários. Em 15 de fevereiro de 1798, o general Berthier proclamou a República Romana, que compreendia também o território de Ancona, e em 7 de março, a municipalidade não pode fazer outra coisa além de aderir.

## Bandeira
Na bandeira adotada pela República Anconitana, o amarelo e o vermelho são as cores da cidade de Ancona, enquanto o azul simboliza a ligação com a República Francesa.